# سعد الخلف
سعد الخلف (1963 -)، إعلامي كويتي، يعمل في تلفزيون الكويت. اشتهر بتقديم البرنامج الرمضاني فكر وإربح على مدى سنوات عديدة.

## عن حياته
ولد سعد الخلف العنزي في الكويت عام 1963 ، وهو حاصل على بكالوريوس علم نفس - جامعة الكويت - كلية الآداب عام 1986 ، وكانت بدايته الاعلامية كمتعاون مبتدء مع اذاعة الكويت في برنامج «مساء الخير يا كويت»، ثم أصبح مراسل دولة الكويت في القاهرة أثناء الغزو العراقي، وفي شهر أبريل من عام 1994 انتقل إلى تلفزيون الكويت، وبدء أولي برامجه الترفيهية (فكر وإربح).

## البرامج التي قدمها
| العام | البرنامج      | عرض على        |
| ----- | ------------- | -------------- |
| 1994  | فكر وإربح     | تلفزيون الكويت |
| -     | روعة          | تلفزيون الكويت |
| -     | نحن أصدقائك   | تلفزيون الكويت |
| -     | مشنص          | تلفزيون الكويت |
| -     | بيتك          | تلفزيون الكويت |
| -     | هلا وغلا      | تلفزيون الكويت |
| -     | مدفع الافطار  | تلفزيون الكويت |
| -     | الدروازة      | تلفزيون الكويت |
| -     | الكويت تستاهل | تلفزيون الكويت |
| -     | لانك غالي     | قناة اثراء     |
| -     | الاكواربارك   | تلفزيون الكويت |

## الجوائز والتكريم
- فاز برنامج «فكر واربح» بذهبيتين لعامين متتاليين في مهرجان القاهرة للإذاعة والتلفزيون.[3]